# Theodore F. Green

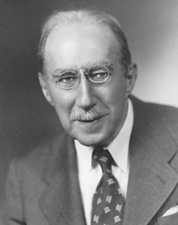
Theodore F. Green

Theodore Francis Green (* 2. Oktober 1867 in Providence, Rhode Island; † 19. Mai 1966 ebenda) war ein US-amerikanischer Politiker und von 1933 bis 1937 Gouverneur des Bundesstaates Rhode Island. Zwischen 1937 und 1961 vertrat er seinen Staat im US-Senat.

## Frühe Jahre
Theodore Green besuchte bis 1890 die Brown University. Danach studierte er an der Harvard University Jura. Er beendete seine Studienzeit an den deutschen Universitäten in Bonn und Berlin. Nach seiner im Jahr 1892 erfolgten Zulassung als Rechtsanwalt begann er in Providence in diesem Beruf zu arbeiten. Zwischen 1894 und 1897 lehrte er an der Brown University Römisches Recht. Sowohl während des Spanisch-Amerikanischen Krieges als auch während des Ersten Weltkriegs diente Brown in den amerikanischen Streitkräften.

## Politischer Aufstieg
Theodore Green war Mitglied der Demokratischen Partei. Im Jahr 1907 wurde er in das Repräsentantenhaus von Rhode Island gewählt. In den Jahren 1912, 1928 und 1930 bewarb er sich jeweils erfolglos um das Amt des Gouverneurs von Rhode Island. 1920 scheiterte seine Kandidatur für ein Abgeordnetenmandat im US-Kongress. Zwischen 1917 und 1919 war er Mitglied der Stadtplanungskommission von Providence.
Green war auch geschäftlich erfolgreich. Zwischen 1912 und 1923 war er Präsident der J.P. Coats Company und von 1900 bis 1929 war er auch Präsident der Morris Plan Banker’s Association. Im Jahr 1932 wurde er als Kandidat seiner Partei im allgemeinen Bundestrend zum Gouverneur seines Staates gewählt. Die Wahl erfolgte zeitgleich mit der Wahl von Franklin D. Roosevelt zum US-Präsidenten.

## Gouverneur von Rhode Island
1933 wurde Green in die American Academy of Arts and Sciences gewählt. Sein neues Amt als Gouverneur hatte er am 3. Januar 1933 angetreten. Nach einer Wiederwahl im Jahr 1934 konnte er bis zum 5. Januar 1937 im Amt bleiben. Diese Jahre waren von den Folgen der Weltwirtschaftskrise geprägt. Mit Hilfe der Bundesregierung und deren New-Deal-Programm, aber auch mit eigenen Arbeitsbeschaffungsmaßnahmen gelang es allmählich auch in Rhode Island, der Krise Herr zu werden. In Greens zweiter Amtszeit wurde die Stellung des Gouverneurs gestärkt, indem einige bisher der Legislative zustehende Funktionen der Exekutive übertragen wurden.

## Green im US-Senat
Im Jahr 1936 wurde Green als Nachfolger von Jesse H. Metcalf zum US-Senator gewählt. Dort konnte er zwischen dem 3. Januar 1937 und dem 3. Januar 1961 vier Legislaturperioden absolvieren. In dieser Zeit war er zeitweise Vorsitzender bzw. Mitglied verschiedener Ausschüsse. Unter anderem gehörte er dem Auswärtigen Ausschuss und dem Wahlausschuss an. Im Senat unterstützte er die jeweiligen demokratischen Präsidenten und deren Politik. Er trat auch für die Bürgerrechtsbewegung sowie eine starke amerikanische Militärpräsenz in anderen Teilen der Welt ein.
Bereits 1938 wurde auf Initiative des Gouverneurs Robert E. Quinn der Flughafen von Providence, der Hauptstadt des Bundesstaats Rhode Island, zu Greens Ehren in T. F. Green Airport umbenannt.

## Weiterer Lebenslauf
Nach dem Ende seiner Zeit im Senat zog sich Green aus der Politik zurück. Er starb im Mai 1966 im Alter von 98 Jahren.